# Logan Pearsall Smith

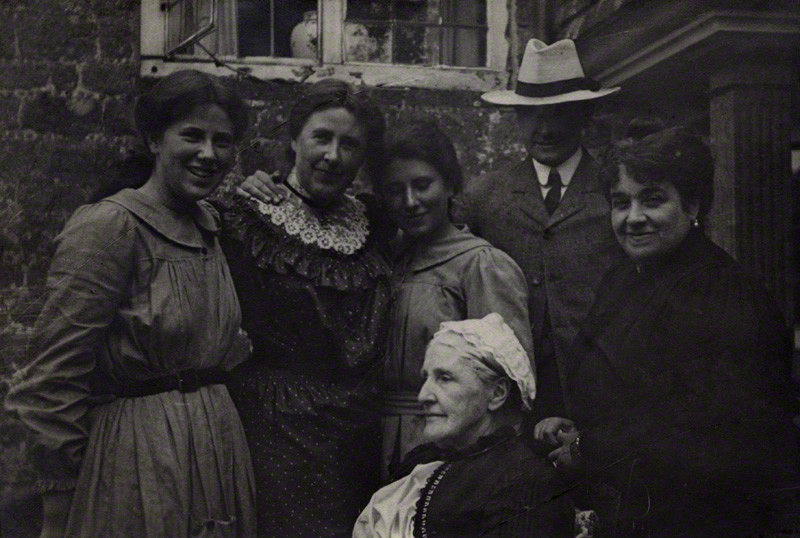
Lady Henry Somerset with Hannah Whitall Smith, Mary Brenson, Logan Pearsall Smith, Karin Stephen und Ray Strachey

Logan Pearsall Smith (18 de octubre de 1865 - 2 de marzo de 1946) fue un poeta, ensayista y crítico estadounidense.

## Biografía
Smith nació en Millville, Nueva Jersey, en una familia cuáquera. Era hijo de Robert Pearsall Smith y Hannah Whitall Smith. La familia paterna había amasado una considerable fortuna en el negocio del cristal. Pasó algunos años de su infancia en Inglaterra y, ya de vuelta en los Estados Unidos, estudió en Haverford College y en Harvard College; en su autobiografía de 1938 habla de su relación con Walt Whitman al final de la vida del poeta.  Más tarde, Smith estudió en el Balliol College de la Universidad de Oxford, graduándose en 1891. Terminó por establecerse en Inglaterra y adquirió la nacionalidad británica en 1913. 
Smith es conocido por sus aforismos y epigramas, que fue recogiendo en las sucesivas ediciones de Trivia. Autor también de Words and Idioms, que lo convirtió en una autoridad en el uso correcto de la lengua inglesa. En 1938 publicó su autobiografía con el título de Unforgotten Years. Acusa la influencia de Walter Pater. Mantuvo amistad con Desmond MacCarthy, John Russell, R. C. Trevelyan, y Hugh Trevor-Roper. Smith es el principal modelo para el personaje de Nick Greene / Sir Nicholas Greene en la novela Orlando de Virginia Woolf.
Su hermana Alys fue la primera esposa del filósofo Bertrand Russell, y su hermana Mary se casó con el historiador del arte Bernard Berenson.
Hay una edición completa en español de toda su obra aforística y poética: Todas las trivialidades (Trabe, 2010). Traducción de Héctor Blanco Uría. Introducción de Emilio Quintana. 

## Obras
- 1895. The Youth of Parnassus, and other stories
- 1902. Trivia
- 1907. The Life and Letters of Sir Henry Wotton. Biography
- 1909. Songs and Sonnets
- 1912. The English Language
- 1919. A Treasury of English Prose
- 1920. Little Essays Drawn From The Writings Of George Santayana
- 1920 (ed.). Donne's Sermons:  Selected Passages with an Essay
- 1920. Stories from the Old Testament retold. Hogarth Press
- 1921. More Trivia
- 1923. English Idioms
- 1925. Words and Idioms
- 1927. The Prospects of Literature. Hogarth Press
- 1930 (ed.) The Golden Grove: Selected Passages From The Sermons and Writings of Jeremy Taylor
- 1931. Afterthoughts
- 1933. All Trivia. Collection
- 1933. Last Words
- 1933. On Reading Shakespeare
- 1936. Fine Writing
- 1937. Reperusals & Recollections
- 1938. Unforgotten Years
- 1940. Milton and His Modern Critics
- 1943. A Treasury Of English Aphorisms
- 1949 (ed.). A Religious Rebel: The Letters of "H.W.S." (Mrs. Pearsall Smith). Published in the USA as Philadelphia Quaker, The Letters of Hannah Whitall Smith
- 1949 (ed.). The Golden Shakespeare
- 1972. Four Words. Romantic, Originality, Creative, Genius
- 1982. Saved from the Salvage. With a Memoir of the Author by Cyril Connolly
- 1989 (Edward Burman, ed.) Logan Pearsall Smith. Anthology.

Traducciones al español
- 2010. Todas las trivialidades (Trabe, 2010). Traducción de Héctor Blanco Uría. Introducción de Emilio Quintana.